# Површє (Кршко)
Површє (словен. Površje) — поселення в общині Кршко, Споднєпосавський регіон, Словенія. Висота над рівнем моря: 210,1 м.